# Nancy Holder
Nancy Holder (Los Altos (California) 29 de agosto de 1953) es una escritora y editora estadounidense, autora de gran cantidad de novelas y relatos, incluyendo numerosos libros basados en la serie de televisión Buffy the Vampire Slayer. También ha escrito obras de ficción basadas en otras series televisivas como Angel y Smallville.
Holder ha ganado en cuatro ocasiones el premio Bram Stoker por sus escritos en el género del horror. Contribuyó al diseño del videojuego Dungeon Master, desarrollado y distribuido por la compañía de su esposo, FTL Games.

## Publicaciones

### Novelas
- Jessie's Song (1983) (bajo el seudónimo Nancy L. Jones)
- Winner Take All (1984)
- The Greatest Show on Earth (1984)
- Finders Keepers (1985)
- His Fair Lady (1985)
- Out of This World (1985)
- Once in Love with Amy (1986)
- Emerald Fire (1986)
- Rough Cut (1990)
- The Ghosts of Tivoli (1992)
- Cannibal Dwight's Special Purpose (1992)
- Making Love (1993) (con Melanie Tem)
- Dead in the Water (1994)
- Witch-Light (1996) (Melanie Tem)
- Pearl Harbor, 1941 (2000)
- Spirited (2004)
- Queen of the Slayers (2005)
- Pretty Little Devils (2006)
- Daughter of the Flames (2006)
- Daughter of the Blood (2006)
- The Rose Bride (2007)
- Crimson Peak (2015)[2]
- Ghostbusters (junio de 2016, Tor Books, ISBN 0-765-38843-X)

### Colecciones
- Wings and Other Poems (poemas) (1972)

### Relatos cortos
- How I Survived My Summer Vacation
- The Longest Night
- Tales of the Slayer
- Tales of Zorro
- The Eternal Kiss: 13 Vampire Tales of Blood and Desire (con Debbie Viguié)